# Burgstall Vorholz
Der Burgstall Vorholz bezeichnet eine abgegangene mittelalterliche bzw. frühneuzeitliche Höhenburg  in Vorholz, einem Gemeindeteil des niederbayerischen Marktes Untergriesbach im Landkreis Passau. Die Anlage wird als Bodendenkmal unter der Aktennummer D-2-7448-0050 als „Burgstall des hohen und späten Mittelalters (‚Vorholz‘)“ geführt.

## Beschreibung
Der Burgstall liegt in einem Waldgebiet auf der Spitze des Vorholzbergs, der ca. 5 km von der Pfarrkirche St. Michael von Untergriesbach entfernt ist. Der in etwa runde Burgstall nimmt in Ost-West-Richtung 140 m und in Nord-Süd-Richtung 120 m ein. Der Burgplatz ist der Mitte mäßig gewölbt und ca. 7 m höher als der Randbereich. Er liegt 50 m höher als der Ort Vorholz.